# Magali Ségura
Pour les articles homonymes, voir Segura (homonymie).
Œuvres principales
- Cycle de Leïlan
- Cycle Éternité

Magali Ségura, née en 1972, est une femme française, auteur de fantasy et par ailleurs docteur en biologie. Son premier texte publié, Contre la fatalité, a été nommé au Grand Prix de l'Imaginaire et récompensé par le prix Bob Morane Imaginaire 2000.
En 2001, elle a publié sa première trilogie Leïlan : Les yeux de Leïlan, Une nuit sans lunes et Pour Éloïse. Caractérisée par une atmosphère ou se mêlent les codes de conte de fées et de cape et d'épées, cette œuvre rencontre du succès auprès des grands lecteurs aussi bien que les plus jeunes.
Après une longue absence, Magali Ségura sort en 2012 une trilogie plus sombre mais tout aussi prenante, intitulée Éternité et composée des romans Le Prix d’Alaya, De sable et de sang et Des dunes sous le vent.

## Œuvres

### Cycle de Leïlan
1. Les Yeux de Leïlan, Bragelonne, 2002 ;
2. Pour Eloïse, Bragelonne, 2002 ;
3. Une nuit sans lune, Bragelonne, 2003 ;

- Les trois tomes ont été publiés en intégrale en 2007, toujours chez Bragelonne en incluant la nouvelle À Chloé.

### Cycle Éternité
1. Le Prix d'Alaya, Bragelonne, 2012 ;
2. De sable et de sang, Bragelonne, 2013 ;
3. Des dunes sous le vent, Bragelonne, 2014 ;

- Les trois tomes ont été publiés en intégrale en 2014, toujours chez Bragelonne.

### Nouvelles
- Contre la fatalitépubliée dans l'anthologie Légendaire, Mnémos - Prix Bob Morane 2000 de la meilleure nouvelle ;
- À Chloépubliée dans l'anthologie Royaumes, Fleuve noir ;
- Esprits de nuitpubliée dans l'anthologie Fantasy 2006, Bragelonne ;
- Un créature extraordinaire, ActuSF, 2015  (ISBN 9782917689851)dans l'anthologie Trolls et Légendes.

### Traductions
- To Chloe (À Chloé) : traduit dans le recueil Crossing the Boundaries à l'occasion du 67e Congrès mondial de la science-fiction[2] ;
- Die Rebellin von Leiland (Leïlan) :  traduit en allemand et édité par Bertelsmann dans la collection Blanvalet[3].